# Brücke Lazdynai

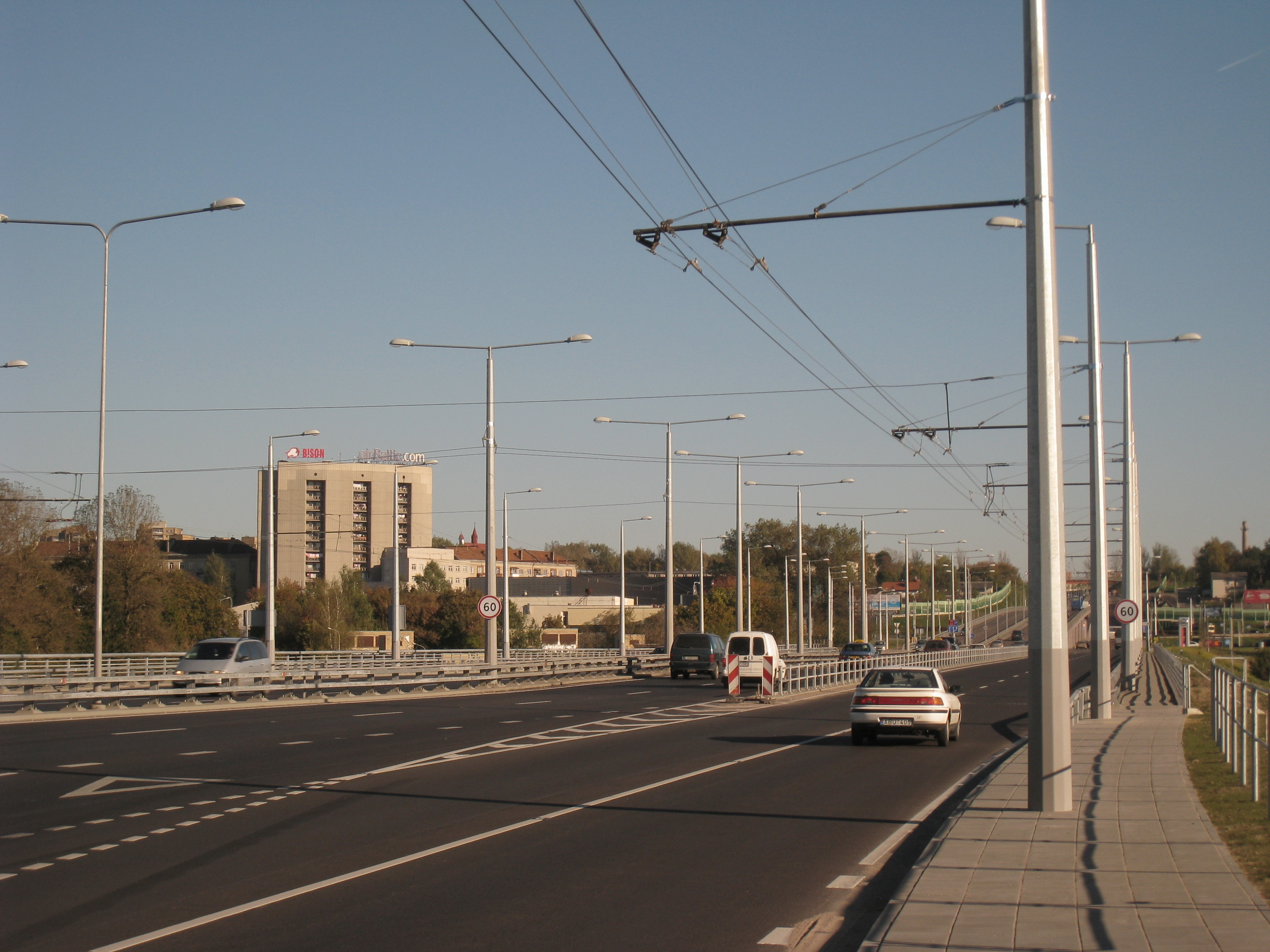
Brücke Lazdynai

Die Brücke Lazdynai (lit. Lazdynų tiltas) ist eine  Straßenbrücke über die Neris in Litauen. Sie befindet sich in der litauischen Hauptstadt Vilnius, im Stadtteil Lazdynai.

## Geschichte
Die Brücke Lazdynai wurde 1969 in Sowjetlitauen unter Aufsicht vom Bauministerium der Litauischen SSR gebaut.
2009 begannen die Rekonstruktion und die Wiederaufbauarbeiten der Brücke. Die Hauptphase der Arbeiten wurde am 30. August 2010 abgeschlossen. Nach diesen Arbeiten hat die Brücke acht Fahrspuren anstelle der früheren sechs. Das Wiederaufbauprojekt der Brücke wurde Ende Oktober 2010 vollständig abgeschlossen. Bis dahin wurden die Widerstandsteile der Außenfasern im alten Teil der Brücke verstärkt und die Endbearbeitung der Brücke und ihrer Zugänge abgeschlossen.
Die Breite des neuen Teils der Lazdynai-Brücke beträgt 11,25 Meter, und zusammen mit dem alten Teil der rekonstruierten Brücke beträgt die Gesamtbreite der Brücke 39 Meter und die Länge der Brücke 233 Meter.
Die nächsten Brücken über die Neris sind Vingio parko tiltas bei Vingio parkas in Žvėrynas und Bukčių tiltas in Bukčiai.